# District de Buldana
Le district de Buldana ou district de Buldhana (en Marathi:  बुलढाणा जिल्हा) est un district de la Division d'Amravati du Maharashtra.

## Description
Son chef-lieu est la ville de Buldana. Au recensement de 2011, sa population est de 2 586 258 habitants.